# Euler-Maruyama-Verfahren

Exakte Lösung (schwarz) und Euler-Maruyama-Näherung mit Schrittweite 0,01 (rot) für die stochastische Differentialgleichung dS_{t} = S_{t} dW_{t}, S_{0} = 1

Das Euler-Maruyama-Verfahren, oft auch Euler-Maruyama-Schema oder stochastisches Euler-Schema genannt, ist das einfachste Verfahren zur numerischen Lösung von stochastischen Differentialgleichungen. Es wurde erstmals in den 1950er-Jahren durch den japanischen Mathematiker Gisiro Maruyama untersucht und basiert auf dem von Leonhard Euler stammenden expliziten Euler-Verfahren zur Lösung gewöhnlicher (deterministischer) Differentialgleichungen.
Während das explizite Euler-Verfahren seit seiner Erfindung ständig verbessert und weiterentwickelt wurde (implizites Euler-Verfahren, Runge-Kutta-Verfahren, Mehrschrittverfahren) und selbst dadurch an praktischer Bedeutung verloren hat, ist Euler-Maruyama mangels entsprechender Alternativen noch immer das in der Praxis dominierende Verfahren.

## Formulierung
Gegeben sei ein Wiener-Prozess {\displaystyle (W_{t})_{t\geq 0}} sowie dazu folgendes stochastisches Anfangswertproblem (S-AWP):
{\displaystyle \mathrm {d} S_{t}=a(t,S_{t})\,\mathrm {d} t+b(t,S_{t})\,\mathrm {d} W_{t},\quad S_{0}=A}.
Zur Berechnung einer numerischen Näherungslösung auf dem Intervall {\displaystyle [0,T]} mit {\displaystyle T>0} werden wie beim gewöhnlichen Euler-Verfahren diskrete Zeitpunkte
{\displaystyle 0=t_{0}<t_{1}<\dots <t_{n}=T}
mit {\displaystyle t_{k}=kh} und Schrittweite {\displaystyle h={\tfrac {T}{n}}}, {\displaystyle n\in \mathbb {N} } gewählt. Zusätzlich wird das stochastische Differential {\displaystyle \mathrm {d} W_{t}} durch die Zuwächse
{\displaystyle \Delta W_{k}:=W_{t_{k+1}}-W_{t_{k}},\quad k=0,\ldots ,n-1}
ersetzt. Aus den Eigenschaften des Wiener-Prozesses folgt, dass die {\displaystyle \Delta W_{k}} unabhängig und normalverteilt mit Erwartungswert {\displaystyle 0} und Varianz {\displaystyle h} sind.
Das Euler-Maruyama-Verfahren berechnet damit eine Approximation {\displaystyle {\hat {S}}} von {\displaystyle S} folgendermaßen:
{\displaystyle {\begin{aligned}{\hat {S}}_{0}&=A\,,\\{\hat {S}}_{k+1}&={\hat {S}}_{k}+a(t_{k},{\hat {S}}_{k})\cdot h+b(t_{k},{\hat {S}}_{k})\cdot \Delta W_{k}\quad k=0,\ldots ,n-1\,.\end{aligned}}}
Dann ist {\displaystyle {\hat {S}}_{k}} eine Näherung für {\displaystyle S_{t_{k}}}.

## Konvergenz des Verfahrens
Das wichtigste theoretische Resultat bezüglich des Maruyama-Schemas beschreibt dessen starke Konvergenz (oder stochastische Konvergenz) gegen die gesuchte Lösung {\displaystyle S}: Eine Folge von stochastischen Prozessen {\displaystyle \left(S_{t}^{(n)}\right),\;0\leq t\leq T,\;n\in \mathbb {N} } auf einem gemeinsamen Wahrscheinlichkeitsraum konvergiert definitionsgemäß stark mit Ordnung {\displaystyle q} gegen einen Prozess {\displaystyle (S_{t}),\;0\leq t\leq T}, wenn es eine Konstante {\displaystyle c} gibt, so dass für alle {\displaystyle t\in [0,T]}:
{\displaystyle E(|S_{t}^{(n)}-S_{t}|)\leq cn^{-q}\;\;\forall t\in [0,T]}.
Im Falle des Maruyama-Schemas kann nun gezeigt werden: Die Diskretisierung {\displaystyle ({\hat {S}}_{t})} konvergiert für {\displaystyle n\to \infty } stark mit Ordnung {\displaystyle {\tfrac {1}{2}}} gegen die Lösung {\displaystyle S} des S-AWP, wenn für alle reellen Zahlen {\displaystyle x} und alle positiven {\displaystyle s,t} die folgende Schranke gilt:
{\displaystyle |a(s,x)-a(t,x)|+|b(s,x)-b(t,x)|\leq K(1+|x|){\sqrt {(|t-s|)}}}.
Von schwacher oder Verteilungskonvergenz mit Ordnung {\displaystyle q} spricht man hingegen, wenn für eine Konstante {\displaystyle c} gilt:
{\displaystyle |E(f(S_{t}^{(n)}))-E(f(S_{t}))|\leq cn^{-q}\;\;\forall t\in [0,T]}
für alle Funktionen {\displaystyle f}, die mindestens {\displaystyle (2q+2)}-mal stetig differenzierbar sind und deren sämtliche Ableitungen durch Polynome beschränkt sind.
Für hinreichend glatte Koeffizientenfunktionen {\displaystyle a} und {\displaystyle b} hat das Euler-Maruyama-Verfahren typischerweise die schwache Konvergenzordnung {\displaystyle q=1}.

## Bemerkungen
- Es gibt auch Lösungsverfahren höherer starker Ordnung als das Euler-Maruyama-Verfahren, etwa das Milstein-Verfahren, das meist Ordnung 1 erreicht. Diese Verfahren sind aber numerisch aufwändiger und resultieren nicht immer in einer schnelleren Konvergenz.

- Die oben angeführte Bedingung für die starke Konvergenz mit Ordnung 0,5 ist nur wenig strenger als die Bedingung an a und b, die die Existenz der Lösung S sicherstellt. Sie ist also beinahe immer erfüllt.

- An starker Konvergenz ist man in der Praxis nur sehr selten interessiert, da zumeist nicht eine spezielle Lösung zu einem speziellen Wiener-Prozess gesucht wird, sondern vielmehr eine Stichprobe aus der Wahrscheinlichkeitsverteilung des Prozesses, wie man sie beispielsweise für Monte-Carlo-Verfahren benötigt.

- Ein implizites Maruyama-Schema als Analogon zum impliziten Euler-Verfahren ist nicht möglich; dies liegt an der Definition des (stochastischen) Ito-Integrals, über das stochastische Differentialgleichungen definiert sind und das Funktionen immer am Anfang eines Intervalls auswertet (siehe dort). Implizite Verfahren konvergieren also hier gegen teilweise völlig falsche Ergebnisse.

- Die übliche Simulation einer brownschen Bewegung durch eine Gaußsche Irrfahrt kann als Anwendung des Euler-Maruyama-Schemas auf die triviale Differentialgleichung {\displaystyle \mathrm {d} S_{t}=1\,\mathrm {d} W_{t},\;\;S_{0}=0} interpretiert werden.

## Beispiel
Der folgende Beispielcode zeigt die Implementierung des Euler-Maruyama-Verfahrens zur Berechnung des Ornstein-Uhlenbeck-Prozesses als Lösung des Anfangswertproblems {\displaystyle dY_{t}=\theta \cdot (\mu -Y_{t})dt+\sigma dW_{t},\;\;Y_{0}=IC} in Python (3.x):

Ergebnis des Beispielcodes

```
import
 
numpy
 
as
 
np

import
 
matplotlib.pyplot
 
as
 
plt

tBegin
=
0

tEnd
=
2

dt
=
.00001

t
 
=
 
np
.
arange
(
tBegin
,
 
tEnd
,
 
dt
)

N
 
=
 
t
.
size

IC
=
0

theta
=
1

mu
=
1.2

sigma
=
0.3

sqrtdt
 
=
 
np
.
sqrt
(
dt
)

y
 
=
 
np
.
zeros
(
N
)

y
[
0
]
 
=
 
IC

for
 
i
 
in
 
range
(
1
,
N
):

    
y
[
i
]
 
=
 
y
[
i
-
1
]
 
+
 
dt
*
(
theta
*
(
mu
-
y
[
i
-
1
]))
 
+
 
sigma
*
np
.
random
.
normal
(
loc
=
0.0
,
scale
=
sqrtdt
)

fig
,
 
ax
 
=
 
plt
.
subplots
()

ax
.
plot
(
t
,
y
)

ax
.
set
(
xlabel
=
't'
,
 
ylabel
=
'y'
,

       
title
=
'Euler-Maruyama-Verfahren zur Berechnung eines 
\n
 Ornstein-Uhlenbeck-Prozesses mit $
\\
theta=1$, $\mu=1.2$, $\sigma=0.3$'
)

ax
.
grid
()

plt
.
show
()

```